# Lee Wallard
Lee Wallard, ameriški dirkač Formule 1, * 8. september 1911, Schenectady, New York, ZDA, † 28. november 1963 St. Petersburg, Florida, ZDA.
Lee Wallard je pokojni ameriški dirkač. Med letoma 1948 in 1951 je sodeloval na prestižni dirki Indianapolis 500, ki je med sezonami 1950 in 1960 štela tudi za točke prvenstva Formule 1, in zmagal v svojem zadnjem nastopu leta 1951.